# Le Fils du chiffonnier

Le Fils du chiffonnier (titre original: The Ragman's Son) est l'autobiographie de Kirk Douglas, parue en 1988. Cet ouvrage retrace la jeunesse, l'apprentissage professionnel et la carrière de l'acteur américain issu d'une famille modeste d’immigrés d'origine juive.
L'édition française a été publiée en 1989 par les Presses de la Renaissance.